# كلايف ببكر
كلايف ببكر (بالإنجليزية: Clive Baker)‏ (5 يوليو 1934 في المملكة المتحدة - 20 فبراير 2012 في المملكة المتحدة) هو مدرب كرة قدم ولاعب كرة قدم بريطاني في مركز الهجوم. لعب مع نادي دونكاستر روفرز ونادي ساوثبورت ونادي هاليفاكس تاون وBuxton F.C. ‏.